# Llista d'estats sobirans del 1917

## Estats sobirans

### A
- Imperi Alemany[1]
- Alt Asir – Emirat de l'Alt Asir
- Andorra – Principat d'Andorra
- Argentina – República de l'Argentina
- Asir – Emirat d'Asir
- Austràlia – Commonwealth d'Austràlia
- Àustria-Hongria – Imperi Austrohongarès[2]

### B
- Bèlgica – Regne de Bèlgica
- Bolívia – República de Bolívia
- Brasil – República dels Estats Units del Brasil
- Bulgària – Regne de Bulgària

### C
- Canadà – Domini del Canadà
- Colòmbia – República de Colòmbia
- Costa Rica – República de Costa Rica
- Cuba – República de Cuba

### D
- Dinamarca – Regne de Dinamarca
- República Dominicana

### E
- Equador – República de l'Equador
- Espanya – Regne d'Espanya
- Estats Units – Estats Units d'Amèrica
- Etiòpia – Imperi d'Etiòpia

### F
- Finlàndia - Regne de Finlàndia (des del 6 de desembre)
- França – República Francesa[3]

### G
- Grècia – Regne de Grècia
- Guatemala – República de Guatemala

### H
- Haití – República d'Haití
- Hijaz – Regne de Hijaz
- Hondures – República d'Hondures

### I
- Itàlia – Regne d'Itàlia

### J
- Japó - Imperi del Japó[4]

### L
- Libèria – República de Libèria[5]
- Liechtenstein – Principat de Liechtenstein
- Luxemburg – Gran Ducat de Luxemburg

### M
- Mèxic – Estats Units Mexicans
- Mònaco – Principat de Mònaco
- Montenegro – Regne de Montenegro

### N
- Nicaragua – República de Nicaragua
- Noruega – Regne de Noruega
- Nova Zelanda - Domini de Nova Zelanda

### O
- Imperi Otomà – Imperi Otomà[6]

### P
- Països Baixos – Regne dels Països Baixos
- Panamà – República del Panamà
- Paraguai – República del Paraguai
- Pèrsia – Imperi Persa
- Perú – República Peruana
- Portugal – República Portuguesa

### R
- Regne Unit – Regne Unit de la Gran Bretanya i Irlanda
- Romania – Regne de Romania
- Imperi Rus (fins al 15 de març)[7]
  -  Rússia (del 15 de març al 14 de setembre)
    -  República Russa (del 14 de setembre al 7 de novembre)
      -  Rússia – República Soviètica Russa (fins al 28 de gener)

### S
- El Salvador – República del Salvador
- San Marino – Sereníssima República de San Marino[8]
- Sèrbia – Regne de Sèrbia
- - Regne de Siam
- Sud-àfrica – Unió de Sud-àfrica
- Suècia – Regne de Suècia
- Suïssa – Confederació suïssa

### T
- Terranova – Domini de Terranova

### U
- Uruguai – República Oriental de l'Uruguai

### V
- Veneçuela – Estats Units de Veneçuela[9]

### X
- Xile – República de Xile
- República de la Xina (fins a l'1 de juliol)
  -  Gran Imperi Qing (de l'1 de juliol al 12 de juliol)
    -  República de la Xina (des del 12 de juliol

## Estats que proclamen la sobirania
- Idel-Ural – Estat d'Idel-Ural (des del 5 de maig)
- Moldàvia – República Democràtica Moldava (des del 24 de gener)
- Caucas septentrional – República de la Muntanya del Nord del Caucas (des del març)
- Tibet – Tibet
- Ucraïna – República Popular d'Ucraïna (des de l'11 de març)
- Armènia Occidental – Administració de l'Armènia Occidental